# 1479

## Události
- 7. srpen – po vpádu francouzských jednotek do Picardie došlo k bitvě mezi francouzským králem Ludvíkem XI. a Burgundskem, vedeným Maxmiliánem I.
- 1. červen – dánský král Kristián I. založil univerzitu v Kodani
- 21. červenec – byla uzavřena Olomoucká smlouva mezi Vladislavem Jagellonským a Matyášem Korvínem
- 13. října – Bitva na Chlebovém poli
- První písemné zmínky a zřejmé založení obce Jiřice u Lysé nad Labem
- Půta Švihovský z Rýzmberka, český šlechtic, se stal nejvyšším zemským sudím Českého království

### Probíhající události
- 1455–1487 – Války růží

## Narození
- 10. března – Hippolit Estei, italský kardinál a arcibiskup ostřihomský a milánský († 3. září 1520)
- 12. března – Julián Medicejský, vévoda z Nemours, vládce Florentské republiky († 17. března 1516)
- 25. března – Vasilij III., velkokníže moskevský († 3. prosince 1533)
- 3. května – Jindřich V. Meklenburský, meklenburský vévoda († 6. února 1552)
- 15. června – Lisa del Giocondo, italská šlechtična a údajný vzor pro obraz Mony Lisy († 15. července 1542)
- 14. srpna – Kateřina z Yorku, dcera anglického krále Eduarda IV. († 15. listopadu 1527)
- 6. listopadu – Jana I. Kastilská, kastilská královna († 12. dubna 1555)
- 5. prosince – Ayşe Hafsa Sultan, krymská princezna, manželka osmanského sultána Selima I. a matka sultána Sulejmana I. († 19. března 1534)
- ? – Jakub z Braganzy, portugalský šlechtic, vévoda z Bragnzy a Guimarães († 20. září 1532)

## Úmrtí
- 20. ledna – Jan II. Aragonský, král navarrský, aragonský, valencijský, sicilský a hrabě barcelonský (* 1397/98)
- 12. února – Eleonora Navarrská, hraběnka z Foix a navarrská královna (* 2. února 1426)
- 11. června – Svatý Jan González de Castrillo, kněz augustiniánského řádu (* 1430)
- 30. září – Markéta Savojská, královna neapolská, manželka Ludvíka III. z Anjou, rýnská falckraběnka (* 1420)
- 14. října – Markéta Bavorská, bavorská princezna a markýza z Mantovy (* 1. ledna 1442)
- ? – Antonello da Messina, italský malíř rané renesance (* okolo 1430)
- ? – Jorge Manrique, španělský básník (* asi 1440)

## Hlavy států
- České království – Vladislav Jagellonský – Matyáš Korvín
- Svatá říše římská – Fridrich III.
- Papež – Sixtus IV.
- Anglické království – Eduard IV.
- Dánsko – Kristián I. Dánský
- Francouzské království – Ludvík XI.
- Polské království – Kazimír IV. Jagellonský
- Uherské království – Matyáš Korvín
- Litevské velkoknížectví – Kazimír IV. Jagellonský
- Norsko – Kristián I. Dánský
- Portugalsko – Alfons V.
- Švédsko – regent Sten Sture
- Rusko – Ivan III. Vasiljevič
- Kastilie – Isabela Kastilská
- Aragonské království – Ferdinand II. Aragonský